# Давид Фабрициус
Давид Фабрициус е (на немски: David Fabricius) фризийски свещеник и любител астроном, който прави две важни открития през ранния период на наблюдения с телескоп.

## Биография
Роден е на 5 март 1564 година в Есенс, Фризия (днес в Германия). Той е лютерански пастор, обслужващ малките общини в Източна Фризия – Есенс, Рестерхаве (1584) и Остел (1603). Както много свещеници през тази епоха, той се интересува от наука, най-вече от астрономия. През август 1596 той открива първата известна периодична променлива звезда, Мира. Първоначално той смята, че това е поредната нова, но през 1609 вижда звездата отново да става по-ярка и става ясно, че е открил непознат вид звезда.
Две години по-късно неговият син Йоханес се връща от университета в Холандия с телескопи, които двамата използват за наблюдаване на Слънцето. Въпреки трудностите при директните наблюдения, те забелязват съществуването на слънчеви петна. Това е първото сигурно сведение за наблюдение на слънчеви петна, въпреки че някои китайски източници подсказват, че петната може би са наблюдавани и по-рано с просто око.
Йоханес и Давид Фабрициус започват да използват при наблюденията си на Слънцето камера обскура и успяват да установят, че петната се движат. Те се появяват на източния край на диска, постепенно се преместват към западния, изчезват и се появяват отново в източния край след същото време, за което преминават по видимата част на Слънцето. Това е първото наблюдение, потвърждаващо хипотезата, че Слънцето се върти около оста си.
През юни 1611 Фабрициус публикува книгата „Maculis in Sole Observatis, et Apparente earum cum Sole Conversione Narratio“, която остава слабо известна. Междувременно слънчевите петна са открити независимо от Фабрициус от Христоф Шайнер (януари 1612) и Галилео Галилей (март 1612).
Умира на 7 май 1617 година в Остел на 53-годишна възраст.